# Бадамянц, Валерий Георгиевич
Валерий Георгиевич Бадамянц (9 октября 1940 - 7 мая 2023) — сотрудник советских органов государственной безопасности, генерал-майор, народный депутат СССР.

## Биография
Валерий Георгиевич Бадамянц родился 9 октября 1940 года в городе Москве в семье сотрудника органов государственной безопасности, генерал-лейтенанта Георгия Арташесовича Бадамянца. В 1958 году поступил на службу в органы Комитета государственной безопасности при Совете Министров СССР. В 1962 году окончил Высшую школу КГБ СССР, после чего служил в системе пограничных войск в Армянской ССР. В 1965 году был переведён в Управление КГБ СССР по городу Москва и Московской области, а с 1972 года — в Первое главное управление КГБ СССР.
В 1981—1988 годах служил в 7-м Управлении КГБ СССР, ведавшем наружным наблюдением и охраной дипломатического корпуса, пройдя путь до заместителя начальника Управления. В июле 1988 года направлен в Ереван на должность заместителя председателя КГБ Армянской ССР, а в октябре того же года возглавил республиканский Комитет. Был избран народным депутатом СССР, вошёл в состав комиссии по вопросам правопорядка и борьбы с преступностью.
После распада СССР оставил службу, занимался предпринимательской деятельностью в Москве, активно занимался общественной деятельностью, входил в Попечительский совет Общероссийского общественного фонда ветеранов и сотрудников подразделений специального назначения и спецслужб органов государственной безопасности «Вымпел-Гарант» и фонда «Международное гуманитарное измерение».
Скончался 7 мая 2023 года.